# Sorpresas del destino
Sorpresas del destino (en hangul, 찬란한 유산; en hanja, 燦爛한遺產) también conocida como Brilliant Legacy y Shining Inheritance, es una serie de televisión surcoreana emitida durante 2009 y protagonizada por Han Hyo Joo, Lee Seung Gi, Bae Soo-bin y Moon Chae Won.
Fue transmitida por SBS, desde el 25 de abril hasta el 26 de julio de 2009, finalizando con una longitud de 28 episodios, al aire las noches de los días sábados y domingos a las 21:45 (KST). Narra la historia de una familia que pese a sufrir conflictos, finalmente encuentran el verdadero amor.
Obtuvo gran éxito, fue una de las producciones más populares del año en Corea del Sur, manteniéndose como lo más visto durante 19 semanas consecutivas y alcanzando una audiencia de 47.1 % en su último episodio. Mientras que en Japón durante su emisión por Fuji TV a mediados de 2010 logró las más altas de cuotas de audiencia en su franja horaria registradas en una década, en China y Taiwán también logró gran recepción.
Durante 2011 en China la serie fue adaptada y transmitida por Dragon TV, titulada como "My Splendid Life" (我的灿烂人生) y protagonizada por Jerry Yan y Jedda Chen.
En Turquía la serie fue adaptada y emitida en 2018 por la cadena TRT 1 bajo el nombre de Elimi Bırakma, protagonizada por Alina Boz y Alp Navruz.

## Argumento
Go Eun Sung (Han Hyo Joo) estudió en el extranjero en Nueva York y regresó a Corea durante sus vacaciones para llevar a su hermano autista Eun Woo (Yeon Joon Seok), a los Estados Unidos a estudiar música. Sun Woo Hwan (Lee Seung Gi), quien también estudiaba en Nueva York, recibió la orden de regresar a Corea por su abuela, Jang Sook Ja (Ban Hyo Jung), para aprender a manejar su empresa de alimentos. Eun Sung y Hwan, que estaban en el mismo vuelo de vuelta a casa, tenían accidentalmente sus bolsas de equipaje intercambiadas, lo que llevó a varios malentendidos entre los dos.
Go Pyung Joong (Jeon In Taek), el padre de Eun Sung, estaba luchando para salvar a su empresa de la quiebra. Un día, su cartera y objetos de valor fueron extraídos por un ladrón que posteriormente murió en un accidente de explosión de gas. La policía, al encontrar las pertenencias de Pyung Joong con el ladrón, erróneamente identificó al ladrón como él y un certificado de defunción fue emitido para Pyung Joong de inmediato. Él decidió mentir y no decirle a su familia que estaba vivo, para que su familia pudiera reclamar su dinero del seguro de vida y lo utilizan para pagar las deudas. Sin embargo, su segunda esposa, Baek Sung Hee (Kim Mi Sook), saco a sus hijastros, Eun Sung y Eun Woo, fuera de la casa después de recoger el dinero del seguro y se mudó a una nueva casa con su hija, Yoo Seung Mi (Moon Chae Won). Seung Mi fue también fue desde hace mucho tiempo la mejor amiga de Hwan, con la esperanza de ser algo más.
Eun Sung pidió ayuda a varios de sus amigos, entre ellos Hyung Jin, que la evitaba porque ya no era rica. Se las arregló para encontrar un trabajo en un club nocturno con la ayuda de su amiga, Hye Ri. En la discoteca, Eun Sung se reunió con el senior de Hyung Jin, Park Joon Se (Bae Soo-bin), que se sorprendió al ver que trabajaba allí. También se reunió con Hwan, que provocó la pérdida de contacto con Eun Woo. Al darse cuenta de que Eun Woo le faltaba, Eun Sung se siente devastada y trató de buscar a su hermano, pero fue en vano. Con la ayuda de Hye Ri y Joon Se, Eun Sung alquiló una habitación pequeña y comenzó un pequeño negocio de albóndigas mientras continuaba su búsqueda de Eun Woo.
Mientras tanto, Sook Ja quedó profundamente decepcionada de su nieto y como Hwan no tenía sentido en la vida y no sabía cómo valorar la empresa y los empleados. Mientras meditaba sobre qué hacer con su nieto, Sook Ja visitó un barrio en donde solía vivir cuando ella era pobre y se encontró con Eun Sung en la tienda de albóndigas. Sook Ja se encontró envuelta en un accidente y recibió la ayuda de Sung Eun. Al ver que Eun Sung hizo todo lo posible para cuidar de ella incluso cuando no podía pagar sus propios gastos diarios, Sook Ja fue tocada por la compasión de Eun Sung. Ella trajo a casa a Sung Eun y a continuación, anunció a su familia que Sung Eun iba a vivir con ellos y que ella iba a ser nombrada como la heredera de su empresa de alimentos, si podía elevar las ganancias del hundimiento por sobre el 20 %.

## Reparto
Familia Go
- Han Hyo Joo como Go Eun Sung.
- Jeon In Taek como Go Pyung Joong (Padre).
- Kim Mi Sook como Baek Sung Hee (Madrastra).
- Moon Chae Won como Yoo Seung Mi (Hermanastra).
- Yeon Joon Seok como Go Eun Woo (Hermano menor).

Familia Sun Woo
- Lee Seung Gi como Seon Woo-hwan.
- Ban Hyo Jung como Jang Sook Ja (Abuela).
- Yu Ji In como Oh Young Ran (Madre).
- Han Ye Won como Sun Woo Jung (Hermana menor).
- Lee Seung Hyung como Pyo Sung Chul (Padre).

Familia Park
- Bae Soo-bin como Park Joon Se.
- Choi Jung Woo como Park Tae Soo (Padre).

### Otros
- Min Young Won como Lee Hye Ri (Amiga de Eun Sung).
- Jung Suk Won como Jin Young Suk (Amigo de Hwan).
- Son Yuh Eun como Jung In Young (Amigos de Eun Sung y Seung Mi).
- Kim Jae Seung como Lee Hyung Jin (Colega menor de Joon Se).
- Baek Seung Hyun como Lee Joon Young / Gerente Lee (gerente de la tienda).
- Park Sang Hyun como Park Soo Jae (Trabajador de la tienda).
- Kim Sung-oh como el Amigo de Seon Woo-hwan (ep. #7).

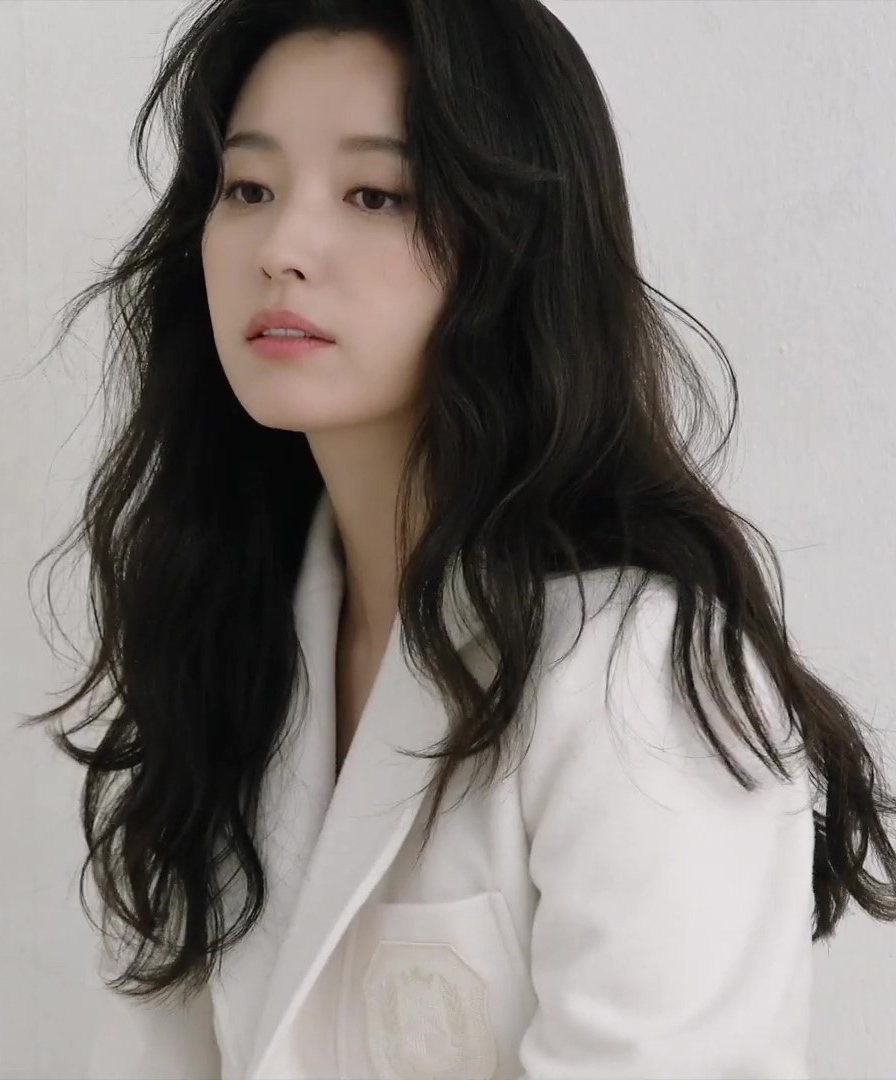
Han Hyo Joo
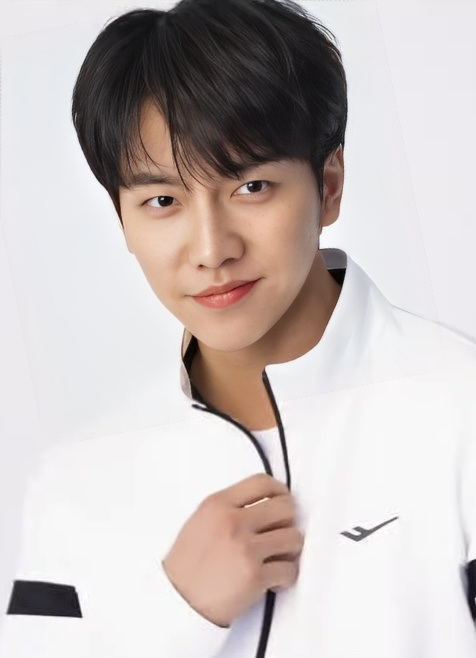
Lee Seung-gi
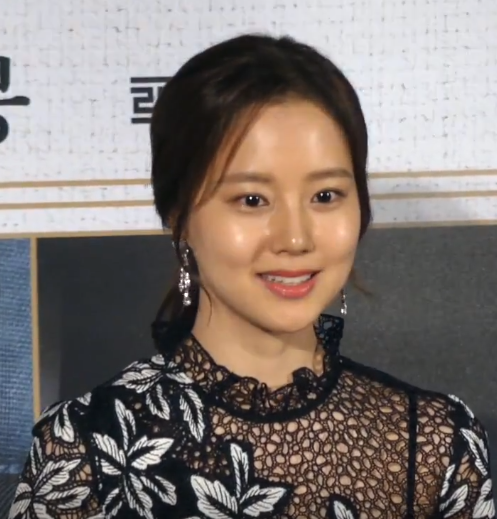
Moon Chae-won
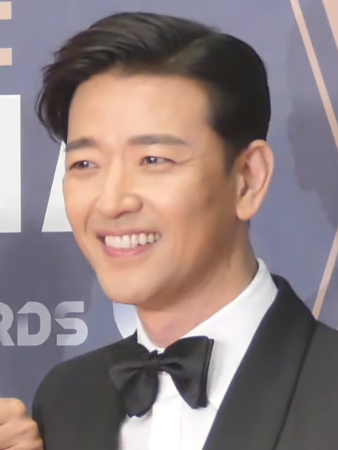
Bae Soo-bin

## Recepción

### Audiencia
En Azul la audiencia más baja y en rojo la más alta, correspondientes a las empresas medidoras TNms y AGB Nielsen.
| Ep. #    | Fecha original de emisión | Share        | Share        | Share       | Share       |
| Ep. #    | Fecha original de emisión | TNmS Ratings | TNmS Ratings | AGB Nielsen | AGB Nielsen |
| Ep. #    | Fecha original de emisión | Nacional     | Seúl         | Nacional    | Seúl        |
| -------- | ------------------------- | ------------ | ------------ | ----------- | ----------- |
| 1        | 25 de abril de 2009       | 16.9 %       | 17.0 %       | 15.9 %      | 15.8 %      |
| 2        | 26 de abril de 2009       | 19.2 %       | 19.6 %       | 19.6 %      | 19.4 %      |
| 3        | 2 de mayo de 2009         | 15.9 %       | 15.6 %       | 17.9 %      | 18.8 %      |
| 4        | 3 de mayo de 2009         | 21.7 %       | 21.6 %       | 23.2 %      | 23.9 %      |
| 5        | 9 de mayo de 2009         | 21.8 %       | 23.1 %       | 22.8 %      | 23.8 %      |
| 6        | 10 de mayo de 2009        | 26.5 %       | 27.7 %       | 26.9 %      | 27.6 %      |
| 7        | 16 de mayo de 2009        | 24.7 %       | 25.1 %       | 25.1 %      | 25.4 %      |
| 8        | 17 de mayo de 2009        | 28.5 %       | 29.6 %       | 28.1 %      | 29.1 %      |
| 9        | 23 de mayo de 2009        | 26.8 %       | 27.4 %       | 27.2 %      | 27.8 %      |
| 10       | 24 de mayo de 2009        | 29.1 %       | 29.4 %       | 28.8 %      | 30.2 %      |
| 11       | 30 de mayo de 2009        | 28.5 %       | 28.1 %       | 27.2 %      | 28.4 %      |
| 12       | 31 de mayo de 2009        | 33.4 %       | 33.3 %       | 32.0 %      | 34.2 %      |
| 13       | 6 de junio de 2009        | 28.5 %       | 29.2 %       | 30.0 %      | 30.8 %      |
| 14       | 7 de junio de 2009        | 33.4 %       | 33.3 %       | 32.4 %      | 33.5 %      |
| 15       | 13 de junio de 2009       | 30.9 %       | 30.9 %       | 30.6 %      | 31.5 %      |
| 16       | 14 de junio de 2009       | 34.1 %       | 34.4 %       | 33.4 %      | 33.9 %      |
| 17       | 20 de junio de 2009       | 32.9 %       | 32.7 %       | 32.8 %      | 33.5 %      |
| 18       | 21 de junio de 2009       | 35.5 %       | 36.1 %       | 34.6 %      | 34.6 %      |
| 19       | 27 de junio de 2009       | 33.0 %       | 33.8 %       | 33.3 %      | 33.8 %      |
| 20       | 28 de junio de 2009       | 39.9 %       | 40.6 %       | 38.4 %      | 38.8 %      |
| 21       | 4 de julio de 2009        | 35.6 %       | 35.7 %       | 35.7 %      | 35.6 %      |
| 22       | 5 de julio de 2009        | 39.7 %       | 40.1 %       | 39.0 %      | 38.5 %      |
| 23       | 11 de julio de 2009       | 38.5 %       | 37.6 %       | 37.2 %      | 37.2 %      |
| 24       | 12 de julio de 2009       | 41.8 %       | 41.7 %       | 41.3 %      | 41.2 %      |
| 25       | 18 de julio de 2009       | 40.1 %       | 39.9 %       | 39.3 %      | 39.0 %      |
| 26       | 19 de julio de 2009       | 43.4 %       | 44.0 %       | 42.2 %      | 42.8 %      |
| 27       | 25 de julio de 2009       | 44.6 %       | 45.3 %       | 40.5 %      | 39.9 %      |
| 28       | 26 de julio de 2009       | 47.1 %       | 47.4 %       | 45.2 %      | 46.0 %      |
| Promedio | Promedio                  | 31.9 %       | 32.2 %       | 31.5 %      | 32.0 %      |

## Adaptaciones
| Año  | País      | Cadena            | Nombre              |
| ---- | --------- | ----------------- | ------------------- |
| 2011 | China     | Dragon Television | My Splendid Life    |
| 2018 | Turquía   | TRT 1             | Elimi Bırakma       |
| 2024 | Filipinas | GMA Network       | Shining Inheritance |

## Emisión internacional
- Argentina: Telefe.
- Bolivia: Red UNO.
- Canadá: All TV.
- Costa Rica: Teletica.
- Chile: Mega, Etc TV y Canal 13
- China: CETV, Hunan TV, CYS y Beijing TV.
- Ecuador: Ecuavisa y Teleamazonas.
- Estados Unidos: Pasiones y MundoFox.
- Filipinas: GMA Network.
- Hong Kong: Now Hong Kong, TVB J2 y Drama Channel.
- Indonesia: Indosiar.
- Japón: Fuji TV y KNTV.
- Malasia: 8TV.
- Panamá: SERTV Canal 11.
- Perú: Panamericana Televisión.
- República Dominicana: Antena Latina
- Singapur: Channel U.
- Tailandia: Channel 3.
- Taiwán: GTV.
- Venezuela: Venevisión y Televen
- Vietnam: HTV3 (2009) y Hanoi TV (2010).